# 劉司直 (正德進士)
劉司直（1461年—？年），字守中，河南汝宁府汝陽縣民籍，直隶開州人。明朝政治人物。

## 生平
治《詩經》，行二，由國子生中式甲子科（1504年）河南鄉試第二十一名舉人，年四十八歲中式正德三年（1508年）戊辰科會試第二百八十七名，第三甲第二百二十五名進士。官知县。

## 家族
曾祖劉琛。祖父劉海。父劉玘，伴读。母蕭氏；继母趙氏。永感下。兄邦彦、弟司方。